# Plethodon fourchensis
Plethodon fourchensis é uma espécie de salamandra da família Plethodontidae.
É endémica da América do Norte.
Os seus habitats naturais são: florestas temperadas.
Está ameaçada por perda de habitat.